# Эльдикан
Эльдика́н (якут. Элдьикээн) — посёлок городского типа в Усть-Майском улусе (районе) Республики Саха (Якутия) России. Административный центр муниципального образования Городское поселение посёлок Эльдикан.

## География
Расположен на правом берегу реки Алдан, в 64 км к северо-востоку от улусного центра Усть-Мая и в 400 км к юго-востоку от столицы республики г. Якутска. Исходя из географического положения, практически является центром Усть-Майского улуса.

## История
Возник в 1941 году как речная пристань. Начальником пристани до 1945 года был Щелчков Федор Артемьевич.
Отнесён к категории рабочих посёлков в 1948 году.
Весной 2018 года пострадал от паводка, во временное жильё было эвакуировано 17 человек, ещё 146 жителей разместились у родственников и знакомых.

## Население
Эльдикан является вторым по численности населения посёлком в Усть-Майском улусе.
| 1959  | 1970  | 1979  | 1989  | 2002  | 2009  | 2010  |
| ----- | ----- | ----- | ----- | ----- | ----- | ----- |
| 3096  | ↗3353 | ↘2974 | ↘2963 | ↘2119 | ↘1618 | ↘1515 |
| 2011  | 2012  | 2013  | 2014  | 2015  | 2016  | 2017  |
| ↘1505 | ↘1410 | ↘1328 | ↘1276 | ↘1223 | ↘1164 | ↘1114 |
| 2018  | 2019  | 2020  | 2021  | 2023  |       |       |
| ↘1074 | ↘1068 | ↘1044 | ↗1080 | ↘1035 |       |       |

## Транспорт
Посёлок связан круглогодичной автодорогой с посёлками горной зоны, ведущими золотодобычу: п. Аллах-Юнь — 258 км, п. Солнечный — 213 п. Ыныкчан — 220 км, п. Бриндакит — 250 км, п. Югорёнок — 303 км, п. Звёздочка — 210 км. С Якутском посёлок связан автозимником через п. Усть-Мая — 464 км, летом по реке Алдан — 925 км.
Имеется круглогодичная авиаплощадка. Перевозка пассажиров осуществляется до п. Усть-Мая, Маган; грузоперевозки — до аэропорта Покровск.